# Fajac-en-Val
Fajac-en-Val település Franciaországban, Aude megyében. Lakosainak száma 51 fő (2022. január 1.). Fajac-en-Val Arquettes-en-Val, Ladern-sur-Lauquet, Mas-des-Cours, Monze, Villar-en-Val és Val-de-Dagne községekkel határos.

## Népesség
A település népessége az elmúlt években az alábbi módon változott:
| Lakosok száma | 32   | 33   | 32   | 31   | 37   | 37   | 38   | 42   | 45   | 51   |
|               | 1968 | 1982 | 1990 | 2006 | 2013 | 2015 | 2017 | 2019 | 2020 | 2022 |